# シタリドペプシンA
シタリドペプシンA(Scytalidopepsin A, EC 3.4.23.31)は、以下の化学反応を触媒する酵素である。
ペプシンAと類似の基質特異性でタンパク質を加水分解するが、インスリンB鎖のCys(SO3H)7-Gly及びLeu17-Valも切断する。
この酵素は、ボトリオスフェリア科の菌類Scytalidium lignicolumから単離された。